# Wiesław Ipohorski-Lenkiewicz
Wiesław Ipohorski-Lenkiewicz herbu Kotwicz, vel Wacław Jan Domański vel Michał Szewczuk, ps. Zagroda, Misza, Czapla (ur. 6 grudnia?/19 grudnia 1910 w Berezówce k. Bobrujska, zm. po 8 marca 1943) – polski nauczyciel, oficer Wojska Polskiego II RP, Polskich Sił Zbrojnych i Armii Krajowej, porucznik broni pancernych, cichociemny.

## Życiorys
Był synem Jana (1881–1939, ziemianina), i Marii z domu Porębskiej. Miał brata Janusza (1916–2007). W 1930 roku zdał maturę w Gimnazjum Państwowym im. Władysława IV w Warszawie. Po odbyciu służby wojskowej w Szkole Podchorążych Rezerwy Piechoty w Cieszynie podjął w 1932 roku studia na SGGW, jednak porzucił studia i został nauczycielem szkoły powszechnej w Leśniewie. Zajmował się również dziennikarstwem.
We wrześniu 1939 roku służył w 109 kolejowym taborze 18 Dywizji Piechoty. Przekroczył granicę polsko-litewską 25 września 1939 roku. Był internowany na Litwie do 9 października 1939 roku. W listopadzie znalazł się we Francji, gdzie walczył w szeregach 3 Dywizji Piechoty. Od czerwca 1940 roku przebywał w Wielkiej Brytanii, gdzie służył w 1 Brygadzie Strzelców jako oficer techniczny.
Po przeszkoleniu w wywiadzie w Polskiej Szkole Wywiadu (pod kamuflażem Oficerskiego Kursu Doskonalenia Administracji Wojskowej) został zaprzysiężony 11 grudnia 1941 roku w Oddziale VI Sztabu Naczelnego Wodza. Zrzutu dokonano w nocy z 30 na 31 marca 1942 roku w ramach operacji „Legging”. Ipohorski-Lenkiewicz dostał przydział do Oddziału II Informacyjno-Wywiadowczego Komendy Głównej AK jako oficer wywiadu ofensywnego Referatu „Wschód” (ośrodek wywiadowczy „OIII” (Ukraina)). Kierował wywiadem na terenie lewobrzeżnej Ukrainy. 14 stycznia 1943 roku został aresztowany (wraz z Januszem Zalewskim „Chinkiem”) przez Abwehrę na rynku w Kijowie. Do 8 marca 1943 roku przebywał w więzieniu w Kijowie pod nazwiskiem Michał Szewczuk, po czym ślad po nim zaginął.
Wiesław Ipohorski-Lenkiewicz wydał w 1938 roku broszurkę pt. Jan Hoppe człowiek czynu, bojownik o prawdę i sprawiedliwość (wyd. przez Towarzystwo Przyjaciół Woli).

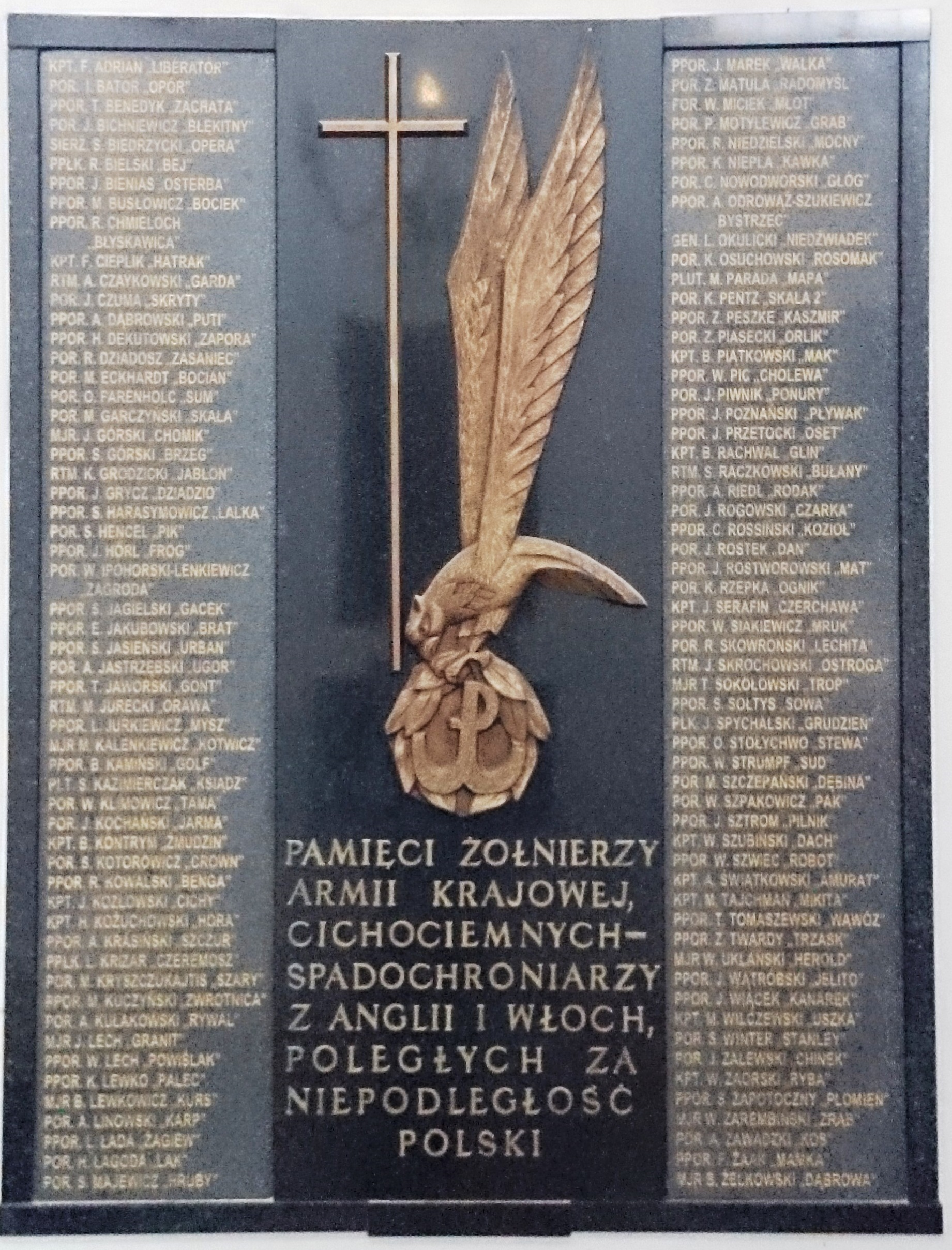
Tablica w kościele św. Jacka w Warszawie, upamiętniająca poległych cichociemnych, w tym Wiesława Ipohorskiego-Lenkiewicza

## Awanse
- podporucznik – ze starszeństwem z dniem 1 stycznia 1934 roku
- porucznik – ze starszeństwem z dniem 20 marca 1941 roku
- kapitan – 31 marca 1942 roku.

## Odznaczenia
- Krzyż Srebrny Orderu Virtuti Militari – pośmiertnie – nr 13405.

## Upamiętnienie
- W lewej nawie kościoła św. Jacka przy ul. Freta w Warszawie odsłonięto w 1980 roku tablicę Pamięci żołnierzy Armii Krajowej, cichociemnych – spadochroniarzy z Anglii i Włoch, poległych za niepodległość Polski. Wśród wymienionych 110 poległych cichociemnych jest Wiesław Ipohorski-Lenkiewicz.
- 2 czerwca 2007 roku na placu przed kościołem w Postoliskach odsłonięto i poświęcono tablicę oraz obelisk upamiętniające skok cichociemnych w okolicy Postolisk. Na tablicy widnieje napis: „W tym rejonie nocą 30/31 marca 1942 r. nastąpił poza rejonem oczekującej placówki odbiorczej "Błoto" zrzut broni oraz cichociemnych z ekipy "GOTURA" w składzie: płk Józef Spychalski "GRUDZIEŃ", por. Stanisław Gilowski "GOTUR", por. Wiesław Ipohorski Lenkiewicz "ZAGRODA", por. Aleksander Kułakowski "RYWAL", por. Janusz Zalewski "CHINEK", st. uł. Stanisław Zaborowski "GRZEGORZ". Zrzut w operacji "BEŁT" wykonała polska załoga HALIFAX L-9 "W" ze 138 dywizjonu RAF w składzie: pil. Jan Pieniążek, Mariusz Wodzicki, Stanisław Kłosowski, Ignacy Bator, Rudolf Mol, Tadeusz Madejski, Czesław Kozłowski, Zdzisław Nowiński. Chwała i Cześć Bohaterom Operacji. Postoliska 31.03.2007 r.”[2].